# محمد بیرانوند (فیلم‌نامه‌نویس)
محمد بیرانوند (زاده ۱۳۵۲ در خرم‌آباد) فیلم‌نامه‌نویس ایرانی است.

## گزیده آثار
- مختارنامه
- معصومیت از دست رفته
- آخرین دعوت
- فراموشی